# Agripina Samper Agudelo
Agripina Casimira de los Dolores Samper Agudelo (4 de marzo de 1833-22 de abril de 1892) fue una poetisa colombiana. Creció en el seno de una familia literaria. Escribió prosa y poesía bajo el seudónimo de Pía-Rigán, un anagrama de su nombre de nacimiento. Su obra permaneció inédita durante su vida y sólo fue publicada póstumamente a manera de antologías.
Samper nació el 4 de marzo de 1833 en la ciudad de Honda, entonces perteneciente al Departamento de Cundinamarca. Sus padres fueron José María Samper Blanco y María Tomasa Agudelo y Tafur. Fue la única mujer entre los ocho hijos de la pareja. Destacan dos de sus hermanos: José María, esposo de la destacada periodista Soledad Acosta Kemble, y Miguel, reconocido político y escritor. El 4 de julio de 1857 se casó con Manuel Ancízar Basterra, científico, escritor y primer secretario de la Comisión Corográfica, de cuyo matrimonio nacieron Roberto, Pablo, Inés, Jorge y Manuel. Al enviudar en 1882 se trasladó con sus hijos a París, donde murió el 22 de abril de 1892.

## Obras destacadas
- Ensayos poéticos de Pía-Rigán.
- Parnaso colombiano: colección de poesías escogidas.
- Pía Rigán. Cartas de Agripina Samper a Manuel Ancízar (1857-1871). Editorial Samota Libros.